# Frederick Tully
Frederick Vincent Tully (* 13. Mai 1931 in Albany (New York); † 5. Mai 2005 in Sedona, Arizona), der zunächst unter dem Namen Fred Vincent auftrat, war ein amerikanischer Schauspieler. In Deutschland wurde er durch den Karl-May-Film Winnetou und Shatterhand im Tal der Toten bekannt, in dem er unter dem Pseudonym Clarke Reynolds den jungen Leutnant Cummings mimte.

## Leben und Karriere
Frederick Tully, der 1931 in Albany als Sohn eines Zahnarztes zur Welt kam, hatte eine ältere und eine jüngere Schwester. Er diente bei den Marines und nahm später am Koreakrieg teil, wo er sich an den Füßen starke Erfrierungen zuzog. Nach dem Krieg war er in Washington, D.C. für das Radio tätig. Ein ihm angebotenes Universitätsstipendium lehnte er ab; stattdessen ging er dann nach New York, um Schauspieler zu werden. Seine Ausbildung erhielt er u. a. am Actors Studio bei Lee Strasberg. Später trat Tully auch als Fernsehansager in Erscheinung.
In den 1960er Jahren spielte er in zahlreichen Fernsehserien mit, darunter 1964 in einer Folge der Krimiserie Perry Mason. Gegen Ende der Dekade machte er Werbung in Europa, hielt sich u. a. in Italien und Deutschland auf. In München lernte Tully seine spätere Frau, die Schauspielerin Catana Cayetano kennen. Nicht zuletzt aufgrund seines guten Aussehens erhielt er 1968 eine tragende Rolle in der Karl-May-Verfilmung Winnetou und Shatterhand im Tal der Toten. Dem Produzenten Artur Brauner klang Fred Vincent bzw. Frederick Tully jedoch nicht amerikanisch genug und so wurde der Schauspieler im Vorspann als Clarke Reynolds präsentiert. Den Namen soll sich Brauner selbst ausgedacht haben. Als für damalige Verhältnisse recht brutal galt in diesem Film eine Sequenz, in der Tully als junger Leutnant gefangen genommen und anschließend ausgepeitscht wird. Der Autor Alvin Easter hat diese Szene im ersten Kapitel seines 2004 erschienenen Buches Lash! The Hundred Great Scenes of Men Being Whipped in the Movies eingehend beschrieben.
1969/70 lebte Tuly mit seiner Ehefrau in Rom, wo er in einer Werbeserie mitwirkte. Anfang der 1970er Jahre kehrte er in die USA zurück. Dort wirkte er – jetzt unter seinem eigentlich Namen – in weiteren Fernsehserien und Filmen mit, so z. B. in einer Folge von Dallas.
Frederick Tully starb 2005 an Prostatakrebs.
Aus seiner Ehe mit Catana Cayetano, die bis zu seinem Tod bestand, ging ein Sohn namens Patrick hervor.

## Sonstiges
Aufgrund des Pseudonyms Clarke Reynolds, unter dem er in Winnetou und Shatterhand im Tal der Toten aufgetreten war, wurde Tully fälschlicherweise mit einem Drehbuchautor gleichen Namens in Verbindung gebracht. Dieser Clarke Reynolds wurde jedoch bereits 1917 geboren und hatte u. a. das Drehbuch für den Western Shalako (1968) verfasst. Er verstarb 1994.

## Filmografie
als Fred Vincent
- 1963: Ben Casey (Fernsehserie)
- 1963: Hawaiian Eye (Fernsehserie)
- 1963: 77-Sunset-Strip (Fernsehserie)
- 1964: Perry Mason (Fernsehserie)
- 1965: The Young Marrieds (Fernsehserie), 2 Folgen
- 1965: The Smothers Brothers Show (Fernsehserie)
- 1965: Privatdetektivin Honey West (Honey West, Fernsehserie)
- 1967: Polizeibericht (Dragnet, Fernsehserie)

als Clarke Reynolds
- 1968: Winnetou und Shatterhand im Tal der Toten

als Fred Vincent
- 1973: Pistolen Jenny - Kanonen unter heißen Röcken (Girls Are for Loving)
- 1973: Der Mann aus Metall (Who?)
- 1976: The Transformer - Sein Hass war stärker als Gefängnismauern (The Astral Factor)
- 1976: Zeit der Sehnsucht (Fernsehserie), 7 Folgen

als Frederick bzw. Fred Tully
- 1977: Dark Echo
- 1977: CHiPs (Fernsehserie), 1 Folge
- 1981: CBS Afternoon Playhouse (Fernsehserie)
- 1981: Dallas (Fernsehserie)
- 1994: Palm Beach-Duo (Silk Stalkings, Fernsehserie)
- 1996: Campus Cops (Fernsehserie), 1 Folge